# Escola Nacional de Saúde Pública
A Escola Nacional de Saúde Pública (ENSP) - Portugal situa-se no Lumiar (Lisboa), e é a unidade de ensino superior público da Universidade Nova de Lisboa vocacionada para estudos pós-graduados e investigação nas áreas da saúde. Foi fundada em 1966, tendo as suas origem no Instituto Central de Higiene fundado em Lisboa em 1902.
A Universidade NOVA de Lisboa é a 21ª entre as universidades europeias com menos de 50 anos de acordo com o ranking QS under 50, que avalia critérios como a reputação e a internacionalização.

## Objectivos
A Escola tem como objectivos:
- Promover um processo de ensino/aprendizagem em Saúde Pública centrado no aluno e numa visão integrada, dinâmica e prospectiva do sistema de saúde e das ciências da Saúde Pública;

- Dedicar-se à descoberta científica, à produção do conhecimento e à inovação das práticas da Saúde Pública;

- Articular a investigação e o ensino com a acção e a inovação em Saúde Pública, de forma a constituir-se como influência efectiva da sociedade do conhecimento emergente.

- Com a finalidade de promover e desenvolver a investigação em áreas do conhecimento científico que se identifiquem como relevantes para o desenvolvimento da Saúde Pública, a ENSP criou recentemente o CISP (Centro de Investigação em Saúde Pública), estrutura que visa a promoção e a coordenação da investigação científica em Saúde Pública e domínios afins.